# Odaawaa-zaaga'iganiwininiwag
Ottawa Lake Men (Lac Court Oreilles, Lac Courte Oreilles Chippewa, Lac Court Oreilles, LCO, Odaawaa-zaaga’iganiwininiwag), jedna od deset glavnih skupina Chippewa Indijanaca u području jezera Lac Courte Oreilles u Wisconsinu, u jeziku ojibwa nazivanom Odaawaa-zaaga’igan ili Ottawa Lake. 
Hodge ih locira pod imenom Lac Court Oreilles na izvore rijeke Chippewa u okrugu Sawyer u Wisconsinu. Godine 1852 čine dio skupine Betonukeengainubejig.
Danas su poznati kao Lac Courte Oreilles, čine jednu od 6 skupina Gichigamiwininiwag ili Lake Superior Chippewa i žive na istoimenom rezervatu utemeljenom 1854. Populacija im je 1905. iznosila 1.214. Suvremena populacija oko 6.000

## Vanjske poveznice
- Chippewa Indian Tribe
- lac Courte Orelles band of Ojibwe  Arhivirana inačica izvorne stranice od 26. lipnja 2008. (Wayback Machine)
- Lac Courte Oreilles  Arhivirana inačica izvorne stranice od 28. svibnja 2008. (Wayback Machine)